# Prasinocyma germinaria
Prasinocyma germinaria là một loài bướm đêm trong họ Geometridae.